# Pyrus grossheimii
Pyrus grossheimii är en rosväxtart som beskrevs av Fedor.. Pyrus grossheimii ingår i släktet päronsläktet, och familjen rosväxter. Inga underarter finns listade i Catalogue of Life.